# Лулинг (Тексас)
Лулинг (енгл. Luling) град је у америчкој савезној држави Тексас. По попису становништва из 2010. у њему је живело 5.411 становника.

## Демографија
Према попису становништва из 2010. у граду је живело 5.411 становника, што је 331 (6,5%) становника више него 2000. године.
| Група             | 2000.         | 2010.         |
| Белци             | 2.288 (45,0%) | 2.059 (38,1%) |
| Афроамериканци    | 485 (9,5%)    | 462 (8,5%)    |
| Азијати           | 21 (0,4%)     | 26 (0,5%)     |
| Хиспаноамериканци | 2.236 (44,0%) | 2.846 (52,6%) |
| Укупно            | 5.080         | 5.411         |